# القبس
القبس (عربی: القبس) روزنامه کویتی است که تحت نظارت یک هیئت مدیره پنج نفره از سهامداران قرار دارد. اولین شماره این روزنامه در۲۷ فوریه ۱۹۷۲ منتشر شد و سردبیر آن جاسم احمد النصف بود که تا سال ۱۹۸۳ در این مسئولیت بود، پس از آن محمد جاسم صقر سردبیر آن شد که از فوریه ۱۹۸۳ تا ۴ ژوئیه ۱۹۹۹ این مسئولیت را برعهده داشت. پس از آن ولید عبدالطیف النصف از ۵ ژوئیه ۱۹۹۹ تا این تاریخ در این مسئولیت می‌باشد. در ۲ دسامبر ۱۹۷۲ به‌عنوان یک مؤسسه مطبوعاتی کویتی مستقل شهرت پیدا کرد، در این روزنامه کارهای متنوعی که در خدمت جامعه باشد انجام می‌گیرد، از جمله:

## صدور و چاپ روزنامه‌ها و مجلات
انتشار کتابهای قدیمی و آثار جدید، اطلاعیه‌های تبلیغاتی و اطلاعیه‌های واردات و خرید تجهیزات، لوازم مواد مورد نیاز برای دستگاه‌های چاپ، عکاسی. علاوه بر این صحت اخباری که توسط این روزنامه نقل می‌شود باعث شده که در آرای عمومی کویت از جایگاه خاصی برخوردار باشد.

## تاریخچه
در سال ۱۹۷۲ اولین شماره القبس منتشر شد. در سال ۱۹۸۵، القبس نسخه بین‌المللی را بنام القبس بین‌المللی منتشر کرد و در سال ۱۹۹۰ به دلیل تهاجم ارتش عراق علیه دولت کویت انتشار آن متوقف شد و در سال ۱۹۹۱ پس از آزادسازی کویت دوباره منتشر شد و در ماه ژوئن اولین شماره آن منتشر گردید. القبس شبکه‌ای از خبرنگاران را پوشش می‌دهد که در مهمترین پایتخت‌های عربی و بین‌المللی است.

## مرکز اطلاعات و مطالعات
این مرکز در سال ۱۹۷۶ تأسیس شد و با شیوه‌های سنتی از طریق کوچک کردن صفحات القبس با استفاده از میکرو فیلم امکان عرضه و مطالعه و چاپ را برای علاقه‌مندان فراهم می‌کرد. در دهه هفتاد این مرکز اطلاعات شامل چهار واحد اصلی: واحد کتابخانه، اطلاعات، تحقیقات، تصاویر و میکروفیلم بود. با آغاز دهه نود با به‌کارگیری فناوری اطلاعات و کامپیوتر و برنامه‌های مدرن آن را ارتقاء داد این مرکز برای کمک به تحقیق و نوشتن گزارش و مطالعات منتشر شده توسط روزنامه، کتابخانه‌ای با حدود ۱۵ هزار کتاب، و در حدود ۴ میلیون اسناد و دو میلیون تصویر در اختیار علاقه‌مندان قرار می‌دهد.

## ستون‌نویسی و نوشتن نظرات
بسیاری از نویسندگان کویتی در نوشتن نظرات خود از طریق ستون‌های روزانه، نیمه روزانه یا هفتگی شرکت فعالی داشته‌اند. از جمله مهمترین این ستون‌نویس‌ها عبارت بودند از: دلع المفتی، احمد الصرف و سعود السمکه و مهمترین روزنامه‌نگاران نیز، مبارک العبد الهادی، مبارک العبدالله، فهد القبندی، محمد المصلح، حمد السلامه، حمد الخلف، لیلی الصراف، عبدالرزاق المحسن، لویی شعبان، یوسف المطیری، سعود الفضلی، محمد الاتربی، محمد سندان، ابراهیم السعیدی، واحمد الشمری می‌باشند.